# Матусевич Віталій Олегович
Віта́лій Оле́гович Матусевич (12 серпня 1986 — 31 липня 2014) — сержант Збройних сил України, учасник російсько-української війни.

## Життєпис
Народився 1986 року в місті Жовті Води; старший син у багатодітній родині. Закінчив криворізьку школу № 75, що на Соцмісті. Відслужив у лавах Збройних сил України, у повітряно-десантних військах, займався парашутним спортом. Як резервіст брав участь кожні пів року в навчаннях десантників. 2007 року пішов працювати на ПАТ «АрселорМіттал Кривий Ріг» — у цех блюмінгу № 2. Закінчив Криворізький політехнічний коледж, перейшов працювати до залізничного цеху № 1.
Призваний до лав ЗСУ під час першої хвилі мобілізації. Командир бойової машини десанту, 25-та окрема повітряно-десантна бригада.
Зголосився очолювати колону, бо вважав, що його побратими, які мають свої сім'ї, повинні мати більше шансів вижити. Загинув 31 липня 2014-го при виконанні бойового завдання — під час потужних обстрілів бойовиками з РСЗВ «Град» позицій українських військ та одночасної атаки із засідки — на колону БТРів десантників поблизу Шахтарська.
Похований у місті Кривий Ріг, Центральне кладовище, Алея Слави.
Удома залишилися батьки, сестра та двоє братів.[джерело?]

## Нагороди та вшанування
- 14 листопада 2014 року за особисту мужність і героїзм, виявлені у захисті державного суверенітету та територіальної цілісності України, вірність військовій присязі під час російсько-української війни, відзначений — нагороджений орденом «За мужність III ступеня» (посмертно).
- Криворізькою міською радою нагороджений нагрудним знаком «За заслуги перед містом» III ступеня (посмертно).
- На честь Матусевича названо вулицю у Кривому Розі[3].
- Відзнака Міністра Оборони України «За воїнську доблесть»